# Irish League 1995-1996
L'Irish League 1995-1996 è stata la 95ª edizione della prima divisione del campionato nordirlandese di calcio.
Al campionato parteciparono otto squadre e il Portadown vinse il titolo.

## Classifica finale
| Pos. | Squadra      | G  | V  | N  | P  | GF | GS | Punti |
| ---- | ------------ | -- | -- | -- | -- | -- | -- | ----- |
| 1    | Portadown    | 28 | 16 | 8  | 4  | 61 | 41 | 56    |
| 2    | Crusaders    | 28 | 15 | 7  | 6  | 45 | 32 | 52    |
| 3    | Glentoran    | 28 | 13 | 7  | 8  | 56 | 38 | 46    |
| 4    | Glenavon     | 28 | 13 | 5  | 10 | 47 | 32 | 44    |
| 5    | Linfield     | 28 | 11 | 8  | 9  | 35 | 36 | 41    |
| 6    | Cliftonville | 28 | 6  | 11 | 11 | 28 | 49 | 29    |
| 7    | Ards         | 28 | 6  | 7  | 15 | 29 | 43 | 25    |
| 8    | Bangor       | 28 | 3  | 5  | 20 | 24 | 54 | 14    |

G = Partite giocate; V = Vittorie; N = Nulle/Pareggi; P = Perse; GF = Goal fatti; GS = Goal subiti; 